# Psachonethes czerkessicus
Psachonethes czerkessicus là một loài chân đều trong họ Trichoniscidae. Loài này được Borutzkii miêu tả khoa học năm 1969.